# Isopterygium acutifolium
Isopterygium acutifolium là một loài Rêu trong họ Hypnaceae. Loài này được Ireland mô tả khoa học đầu tiên năm 1990.